# Noszlop
Noszlop es un pueblo ubicado en el distrito de Devecser, en el condado de Veszprém, Hungría.

## Superficie
Posee una superficie de 34,06 kilómetros cuadrados.

## Demografía
Hasta 2019 la población era de 920 habitantes, con una densidad de población de 27,01 habitantes por kilómetro cuadrado.